# Споменик палим ратницима из Тимочке крајине у ратовима 1912—1918.
Споменик палим ратницима из Тимочке крајине у ратовима 1912—1918 налази се у Зајечару и проглашен је за непокретно културно добро као споменик културе Србије. Споменик је посвећен палим ратницима из Тимочке крајине у Балканским ратовима и Првом светском рату.

## Опште информације
Споменик се налази у парковском простору Трга Ослобођења у центру Зајечара. Састоји се од монументалног каменог постоља и на њему, у природној величини, бронзане фигуре тројице српских војника у акцији са пушкама и бомбама. Рад је вајара Франа Менегела Динчића. Споменик је откривен уз велике свечаности 1929. године.